# 체리보이17
체리보이17(2001년 9월 13일 ~ )은 대한민국의 래퍼다. 2020년 싱글 《CHERRY BOY LIFE》로 데뷔했다.

## 친구
노윤하, 가오가이, 키츠요지, 블라세, 던밀스등 다양한 래퍼와 친구관계고 닛몰캐쉬나 김모이등 틱톡커와 친구다

## 방송
- 드랍더비트 (2022) - 우승
- 쇼미더머니 11 (2022) - 1차 예선 탈락

## 음반
- CHERRY BOY LIFE (2020)
- CLUB STORY (2021)
- M.S.F (2021)
- Bounce 100 (2021)
- Nightmare (2021)
- Drop The Bit (드랍 더 비트) The 3rd round part 1 (2022)
- Drop The Bit (드랍 더 비트) Final part 1 (2022)
- Drop The Bit (드랍 더 비트) Final part 2 (2022)